# می‌خوای بری؟
«می‌خوای بری؟» (به انگلیسی: ?Do You Wanna Come Over) ترانه‌ای از خواننده آمریکایی بریتنی اسپیرز است که در ۱۸ اوت ۲۰۱۶ منتشر شد. این ترانه در آلبوم گلوری (۲۰۱۶) قرار داشت.